# Capotasto

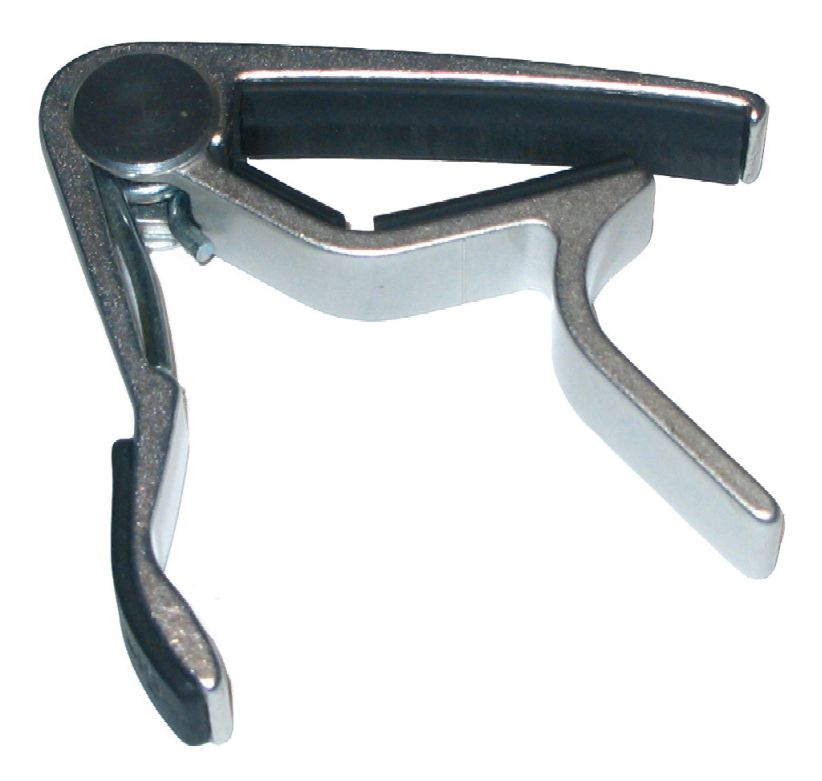
Capotasto

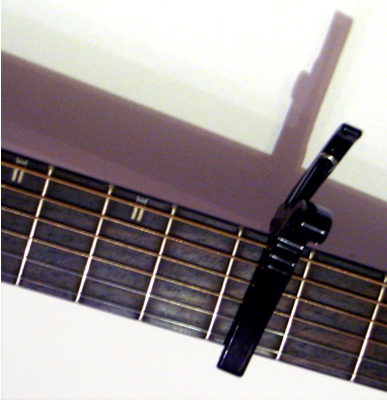
Monterad capotasto

Capotasto (egentligen capo di tasto, från italienska capo, "huvud" och tasto, "slips" eller "band"), vardagligt capo, är en slags klämma som används på halsen av ett stränginstrument, till exempel gitarr, mandolin eller banjo, för att korta av strängarna så att tonarten höjs. Man använder verktyget för att enkelt transponera en låt så att den blir bekvämare att spela. Till exempel kan man med hjälp av capo placerad på gitarrhalsens andra band byta från G till A så att man spelar greppen i G-dur trots att man egentligen spelar i A-dur.
Man kan också använda capo i syfte att ändra ljudet. Ofta vill man spela öppna ackord istället för barré-ackord eftersom det låter annorlunda. Om man till exempel sätter en capo över tredje bandet kan man spela G som E.
Olika capo använder olika mekanismer, men de flesta använder en gummiklädd arm för att hålla ner strängarna, fastsatt med en remsa av nylon eller elastiskt band, en kammanövrerad metallklämma, fjäderklämma eller skruvklämma.
Andra termer för samma tillbehör är capodastro, barréklämma, capodaster eller kapodaster och capo d'astro.